# Think Global
Think Global byla společnost s výrobou elektromobilů, která sídlila v Aurskongu, v Norsku. Tato společnost vyráběla automobily pod značkou THINK. Automobil Think City byl ve své době jeden ze dvou elektromobilů na světě, které byly testovány také crash testem.

## Aktuální modely

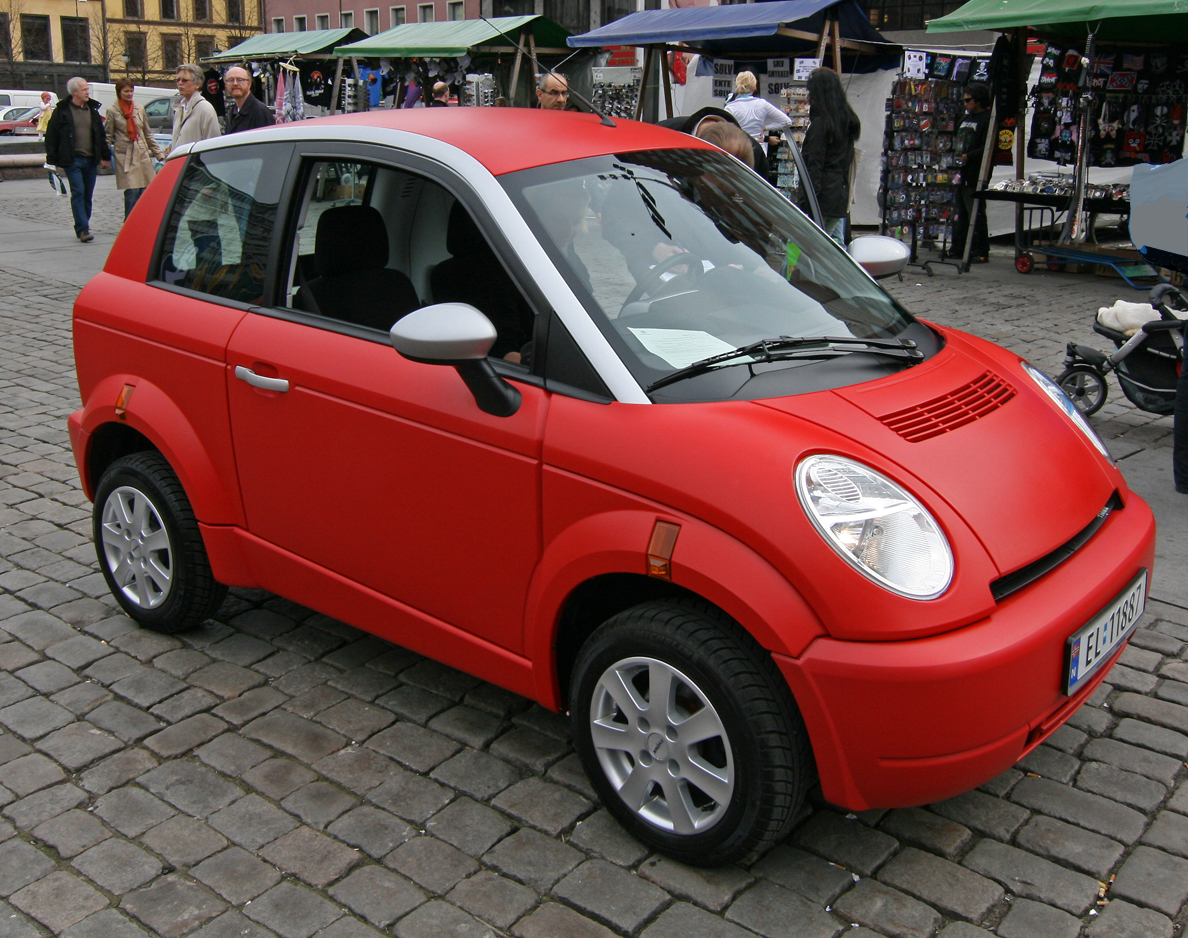
Think City

THINK city je malý dvousedadlový (nebo 2 plus 2) elektromobil s maximální rychlostí 105 km/h a dojezdem ve městě do 180 km na plné nabití baterií.
Toto auto je dodáváno norským zákazníkům od roku 2008. Dle oficiálního ceníku je cena pro norské zákazníky stanovena do 199 000 NOK, což je cca 32 000 USD nebo cca 16 000 GBP nebo cca 24 500 EUR.